# Ловушка для призраков
Ловушка для призраков (англ. Spirit Trap)  — британский фильм ужасов 2005 года. В одной из главных ролей снялась певица Алсу. Премьера фильма в Великобритании состоялась 12 августа 2005 года и на Украине 2 октября 2008 года. В России на больших экранах не выходил. Имеет рейтинг R.
Слоган — «Страшные тайны мёртвого дома».

## Сюжет
Дженни, Том, Ник и Адэль на время учебы снимают заброшенный особняк. Уже в доме они знакомятся с незнакомкой Тиной, которая находилась здесь до их приезда. После того как Ник запускает «часы духов» у Дженни стали появляться галлюцинации в которых ей видятся люди, жившие в XIX веке. В одном из видений ей представилось убийство, к которому была причастна Тина. Ей становится ясно, что на самом деле Тина — это та девушка из галлюцинаций, из-за которой и произошло убийство её любимого (который пожертвовал собой). Ей удалось воскреснуть, и для того, чтобы воскрес и её возлюбленный, ей нужно убить всех четверых. В итоге спастись удаётся Дженни и Нику.

## В ролях
| Актёр         | Роль          |
| ------------- | ------------- |
| Билли Пайпер  | Дженни        |
| Люк Мабли     | Том           |
| Сэм Тротон    | Ник           |
| Эмма Кэтервуд | Адэль         |
| Алсу          | Тина          |
| Чике Оконкво  | Эдманд Джозеф |
| Овиду Мэйтсан | Зак           |

## Интересные факты
- Хотя действия фильма происходит в Лондоне (Великобритания), но съёмки проходили в Бухаресте (Румыния);
- Для певицы Алсу это была её первая главная роль в фильме.